# Village ibérique d'Atanagrum
 (janvier 2020).
Si vous disposez d'ouvrages ou d'articles de référence ou si vous connaissez des sites web de qualité traitant du thème abordé ici, merci de compléter l'article en donnant les références utiles à sa vérifiabilité et en les liant à la section « Notes et références ».
Le village ibérique d'Atanagrum, également connue comme le village ibérique du Molí d'Espígol, est un site archéologique situé dans le territoire communal de Tornabous, en Urgell (Catalogne). Le village ibérique est un des plus grands villages ibériques en Catalogne. Il aurait été une véritable ville, la capitale de la tribu ibérique que les anciens auteurs appelaient ilergetes. Le premier village ibérique d’Atanagrum remonte à l'âge du Fer.
La ville fut détruite pendant la deuxième guerre punique par les Romains, qui déplaceront la capitale Ilergete dans la nouvelle ville d'Iltirta, aujourd'hui Lérida.